# Куросіма
Острів Куросі́ма (яп. 黒島, くろしま) — невеликий острів в острівній групі Яеяма островів Сакісіма архіпелагу Рюкю, Японія. Адміністративно належить до округу Такетомі району Яеяма префектури Окінава.
Площа острова становить 10 км², населення — 210 осіб (2006).
Висота Куросіми — 14 м.
З'єднаний з островом Ісіґакі поромом.

## Галерея

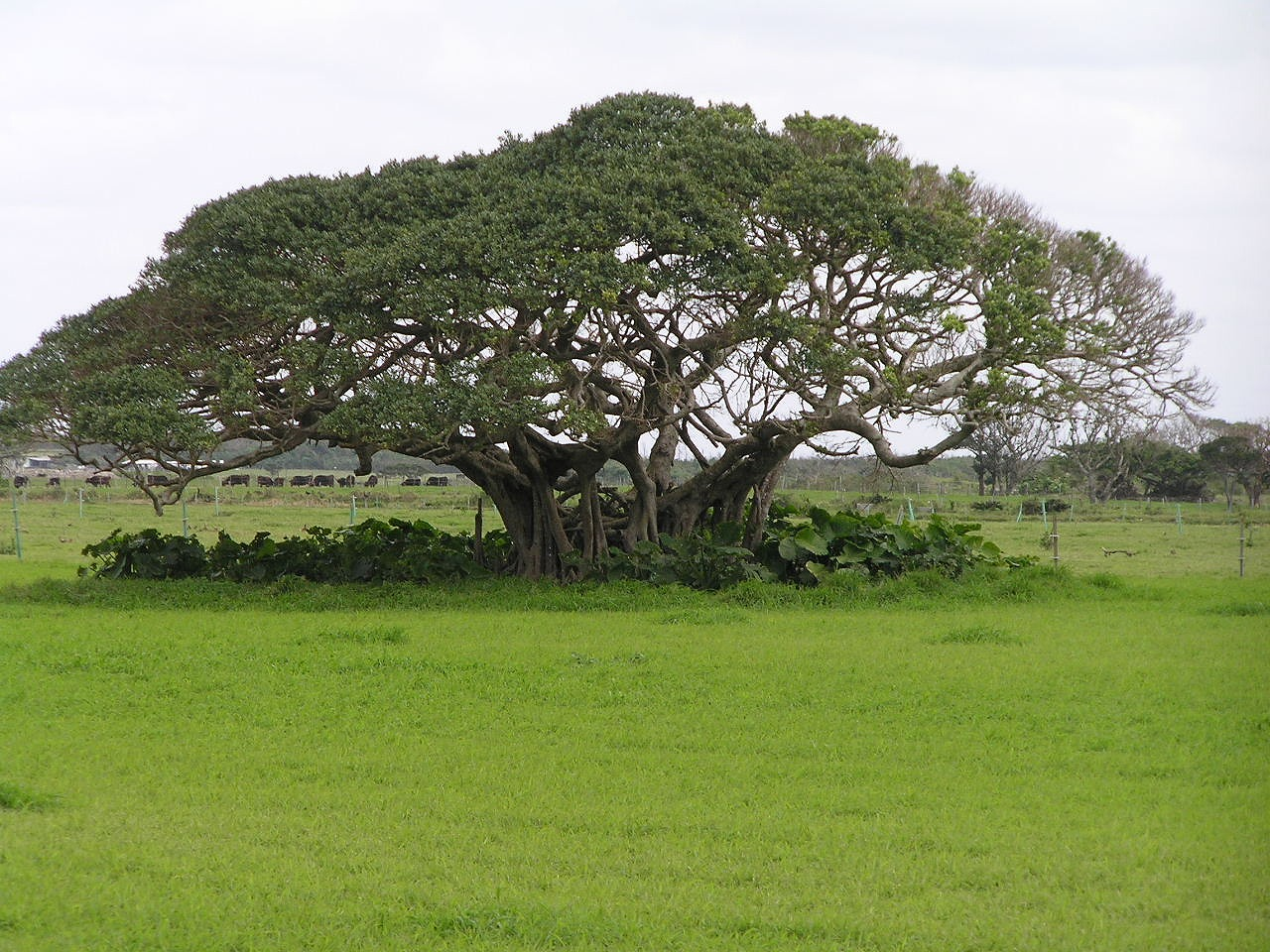
Дерево
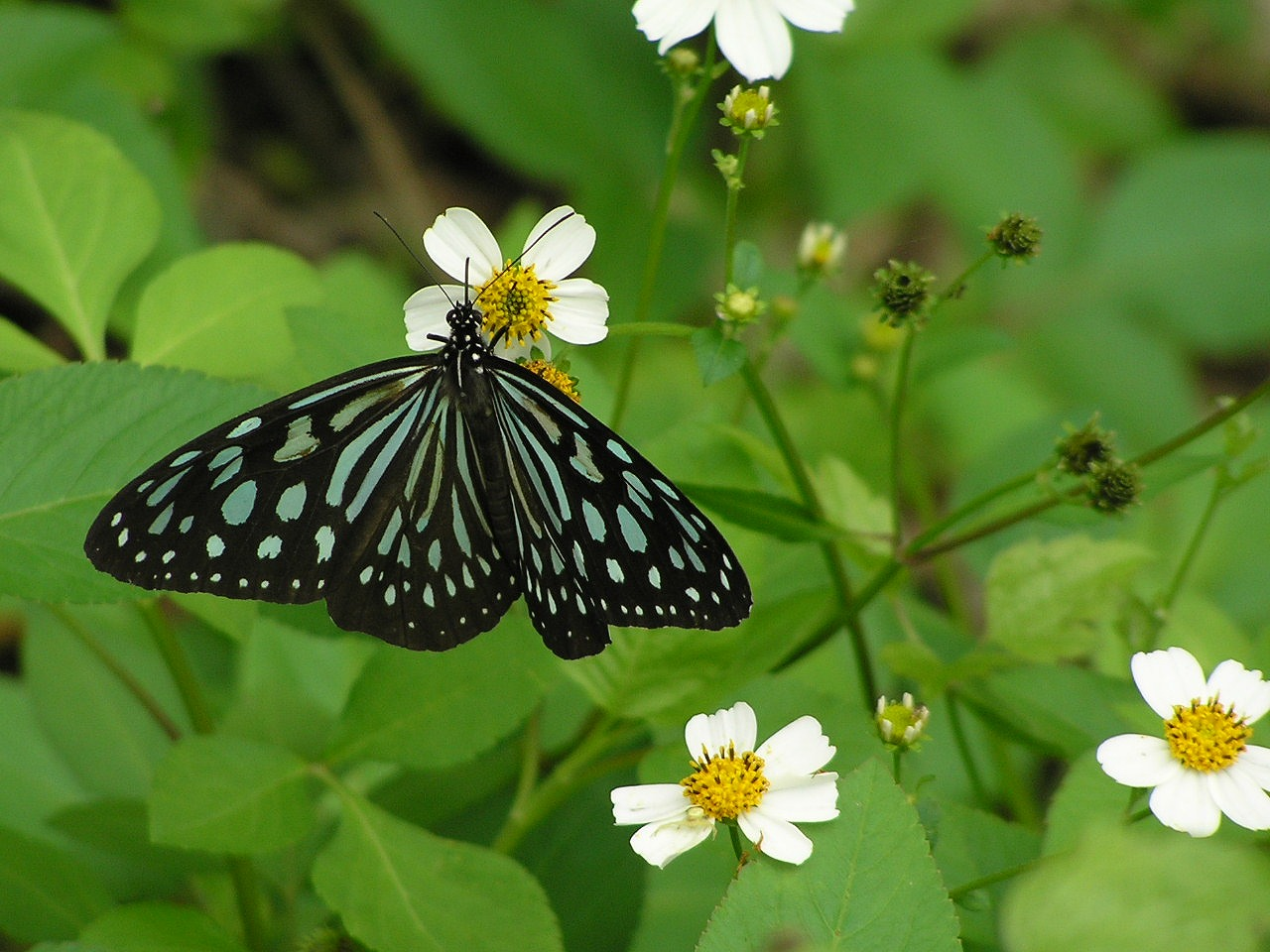
Цейлонський блакитний тигр
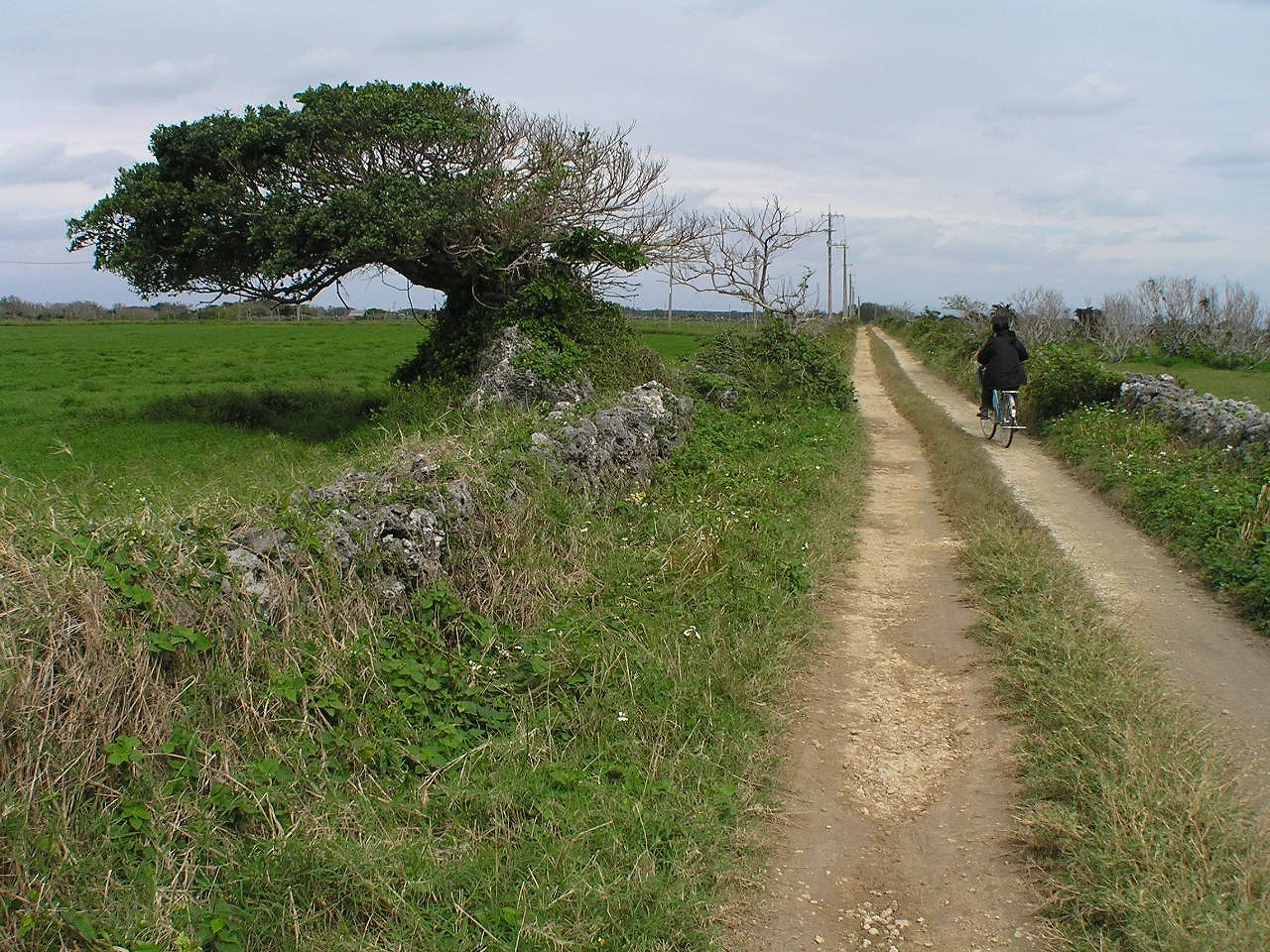
Ґрунтівка
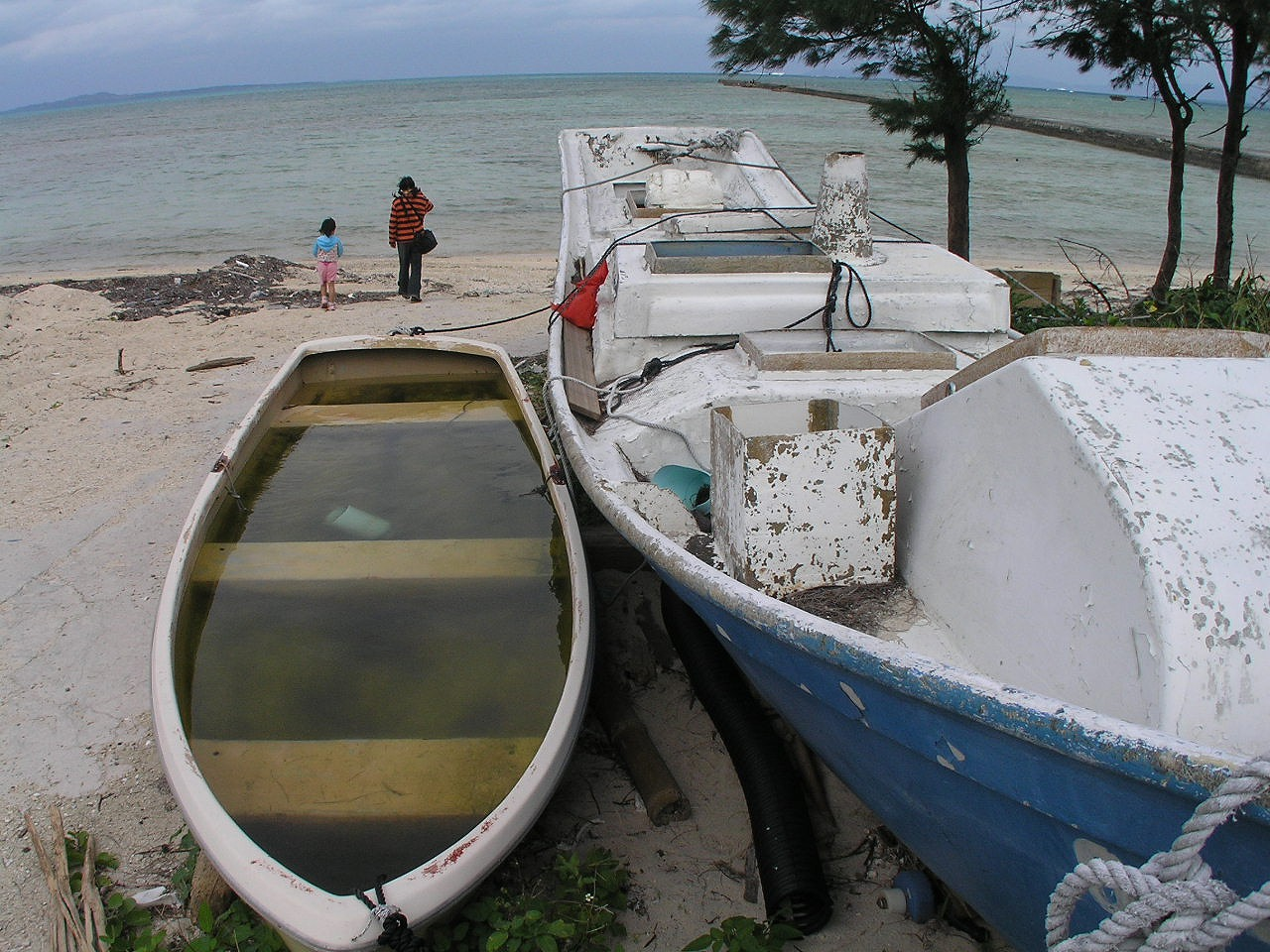
В порту Хорі
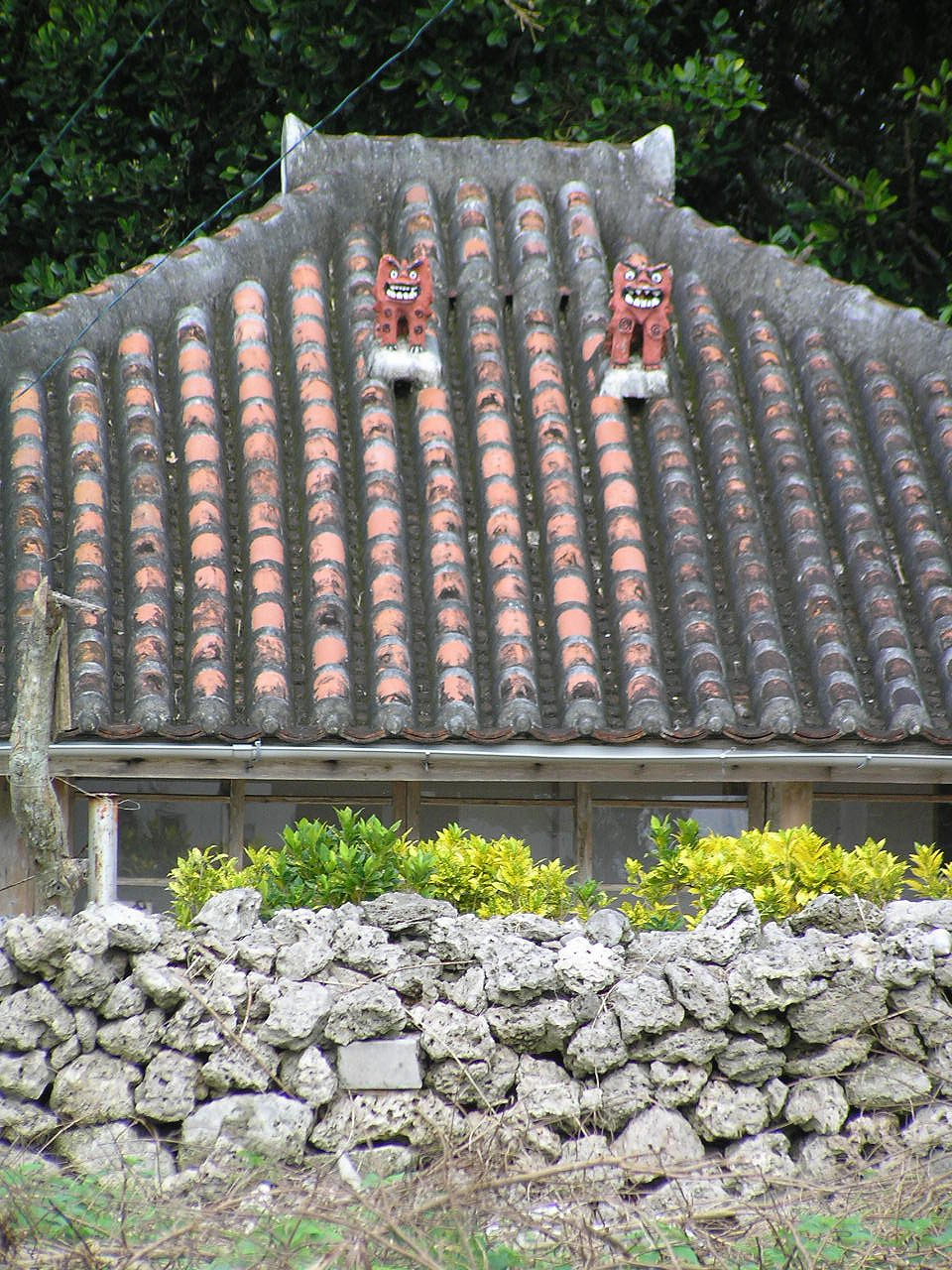
Традиційний будинок
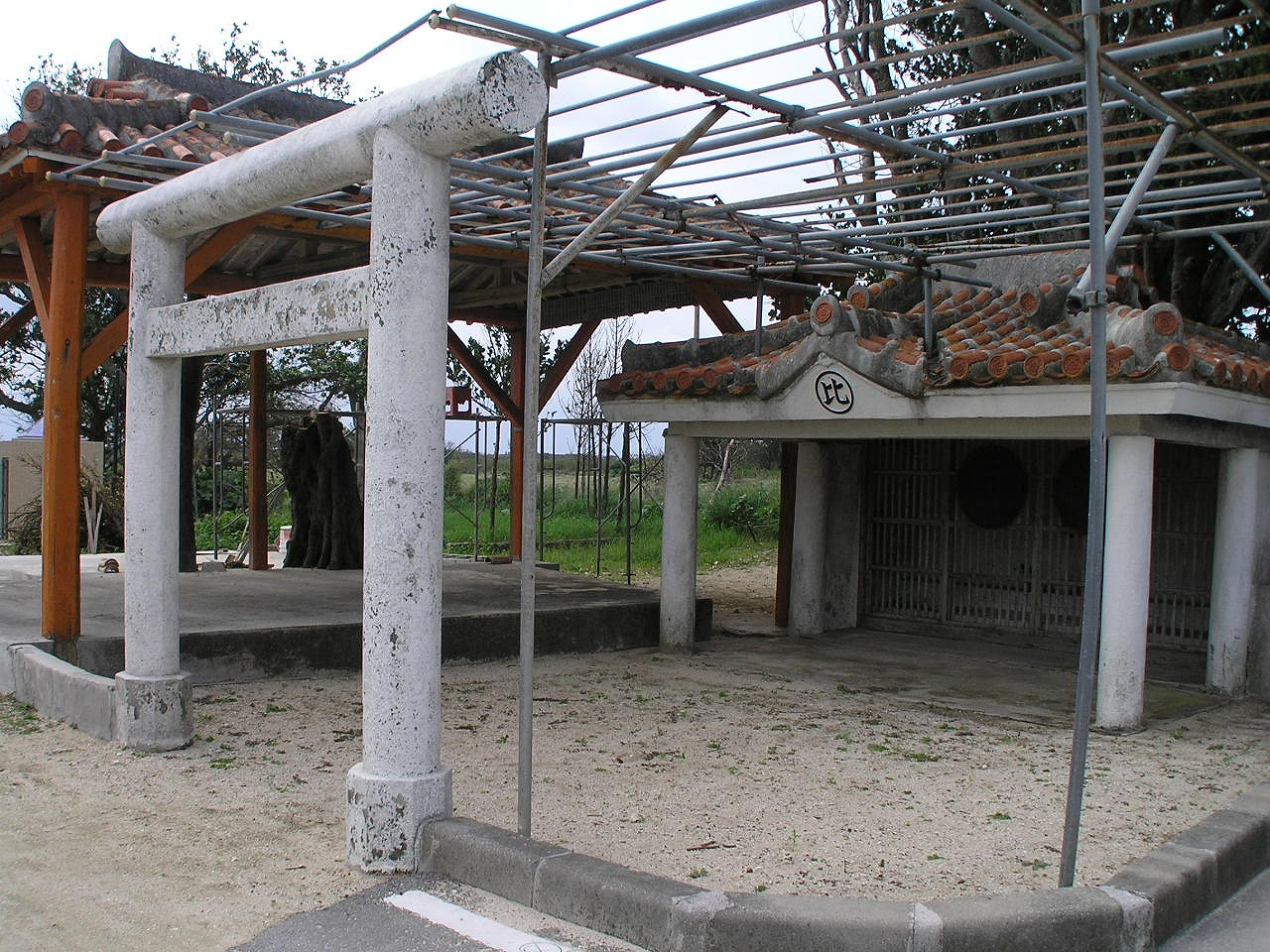
Молитовня
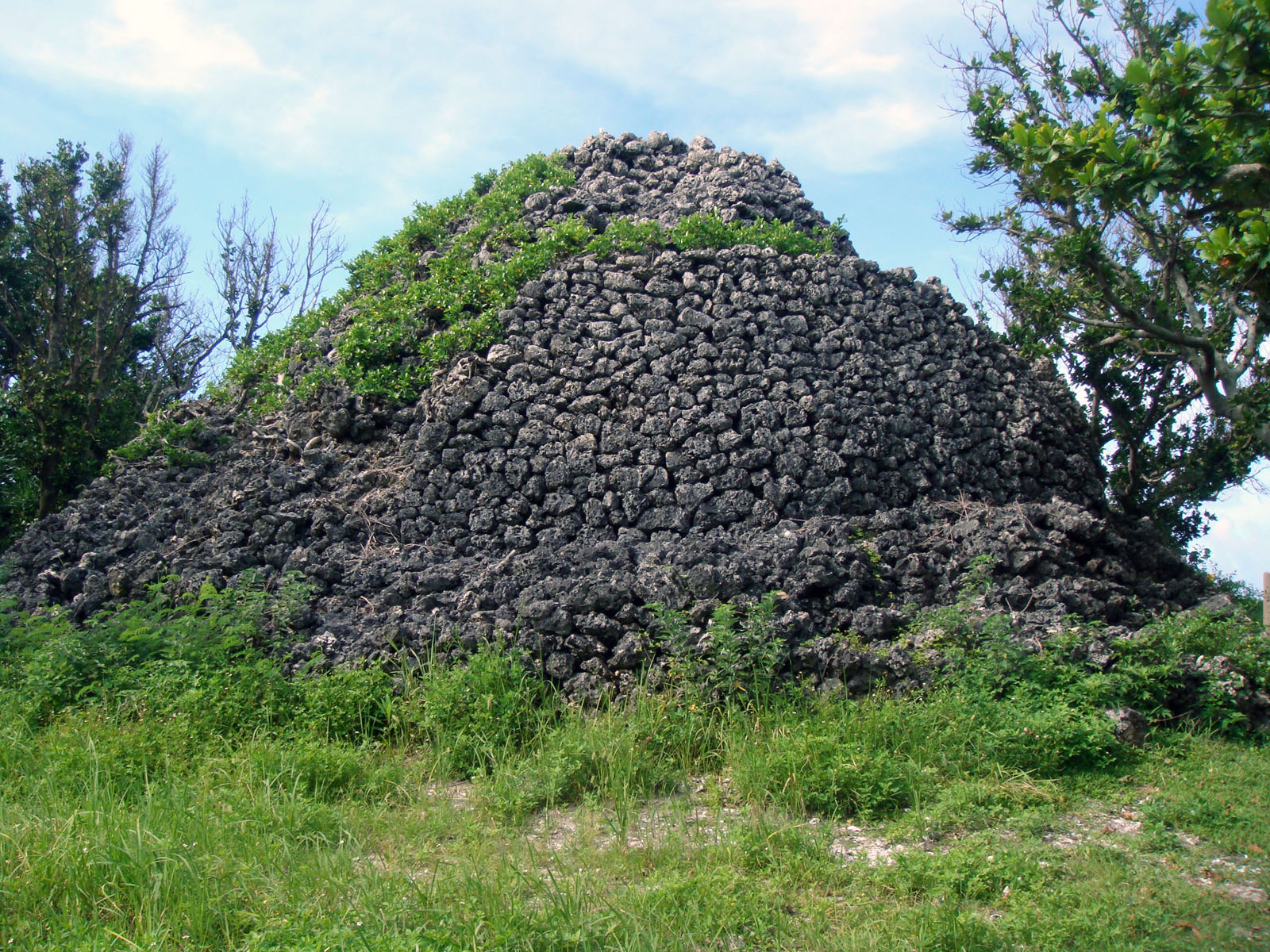
Стародавні руїни
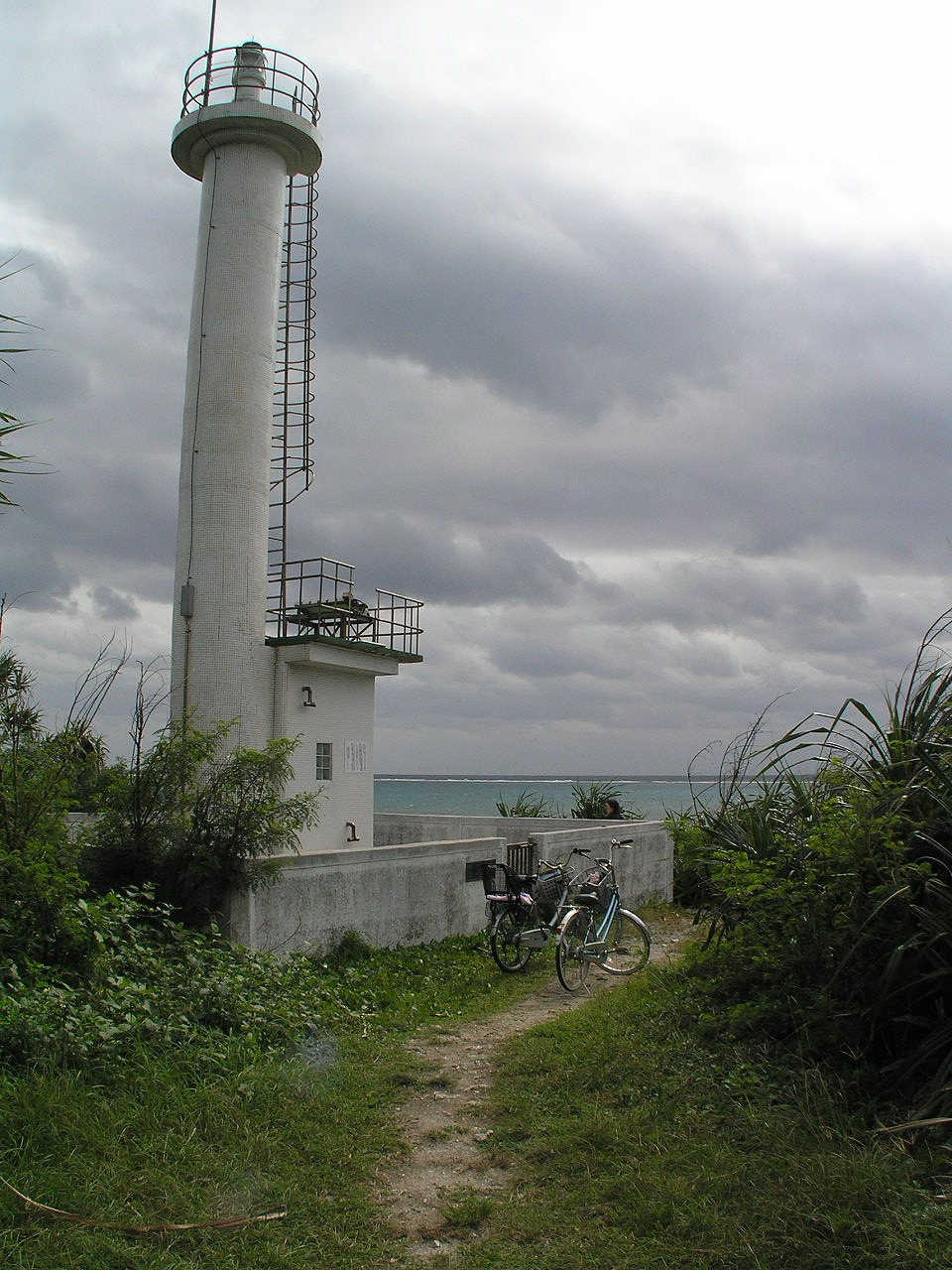
Маяк
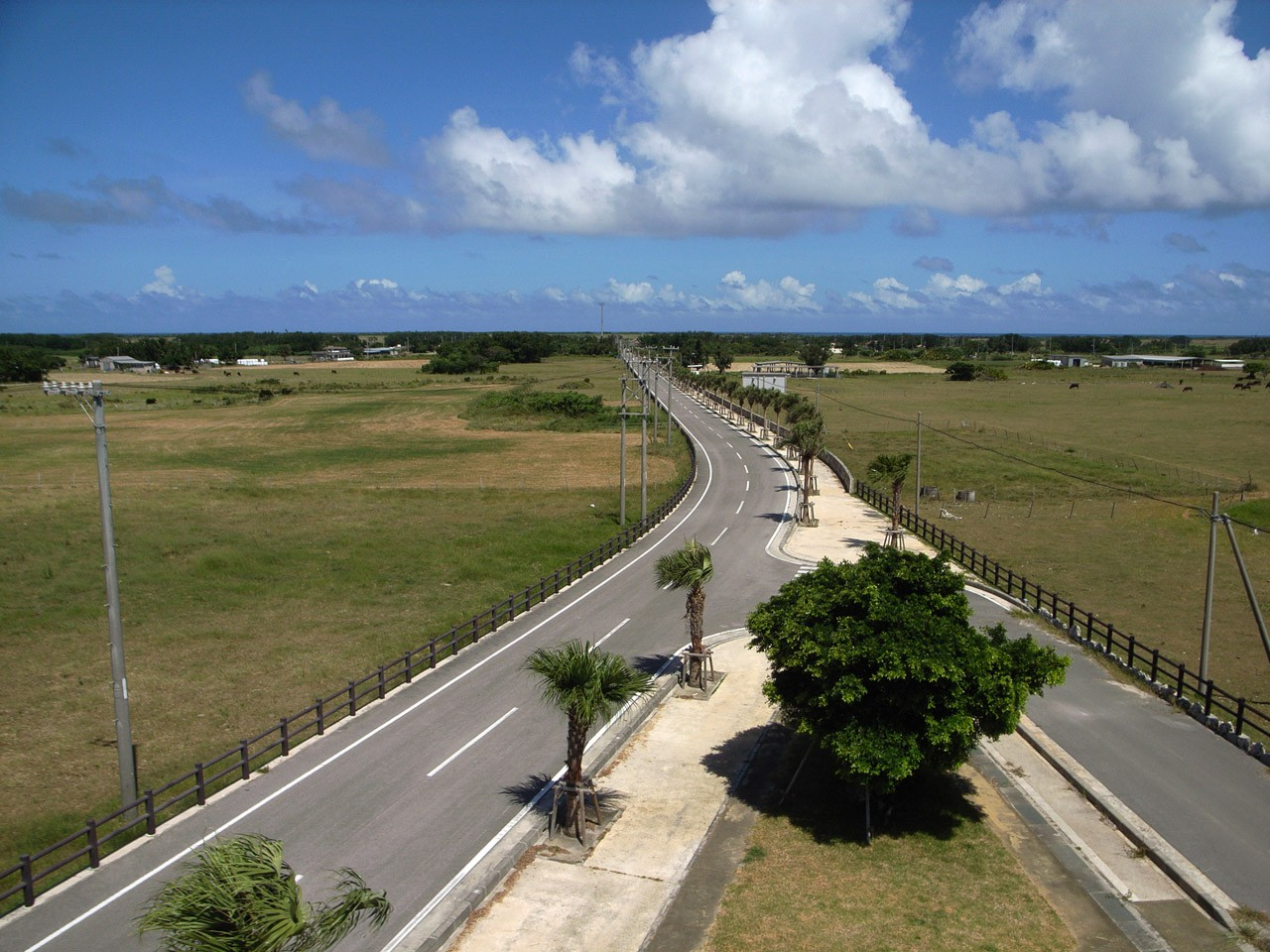
Автошляхи
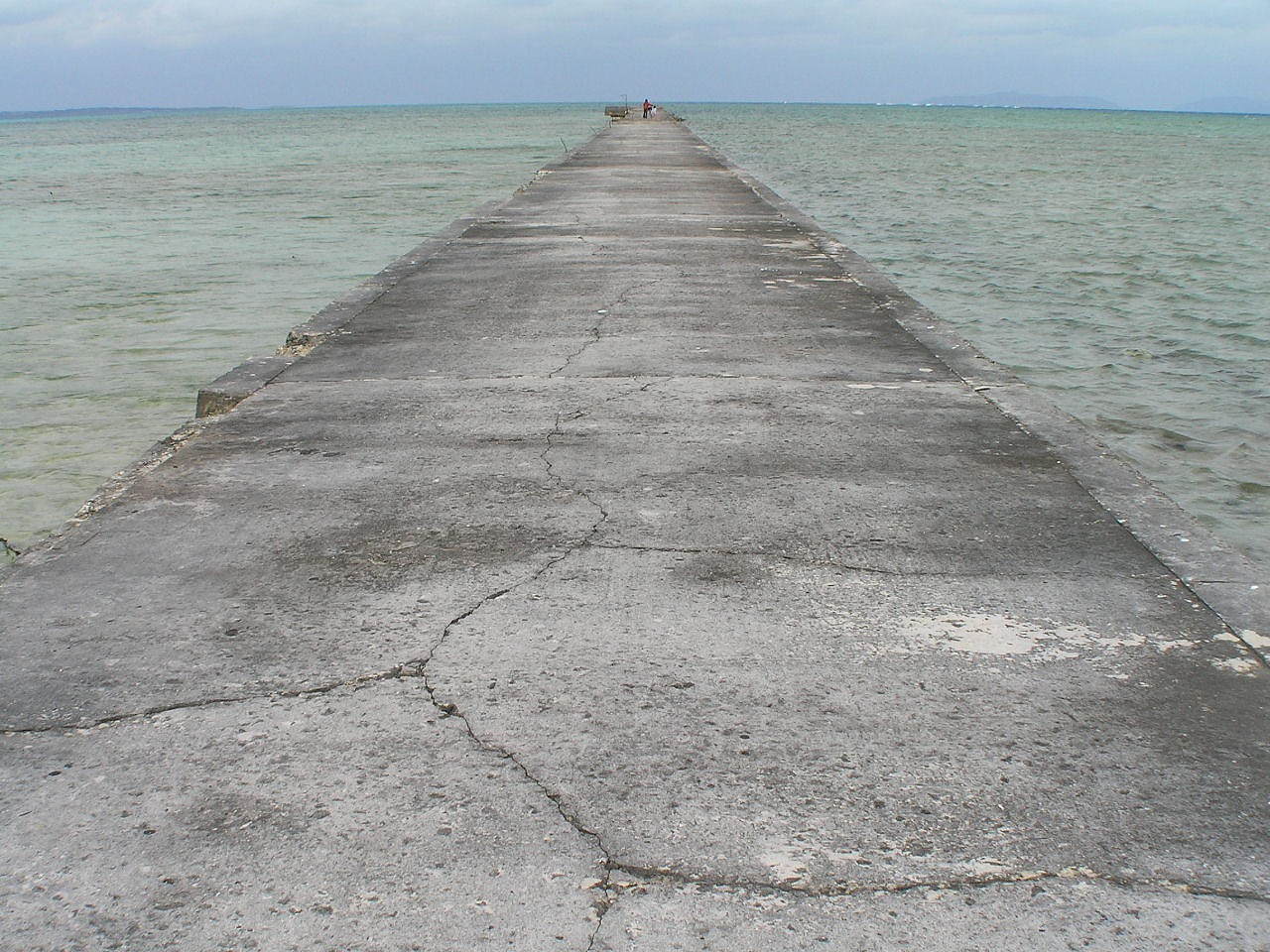
Морський пірс
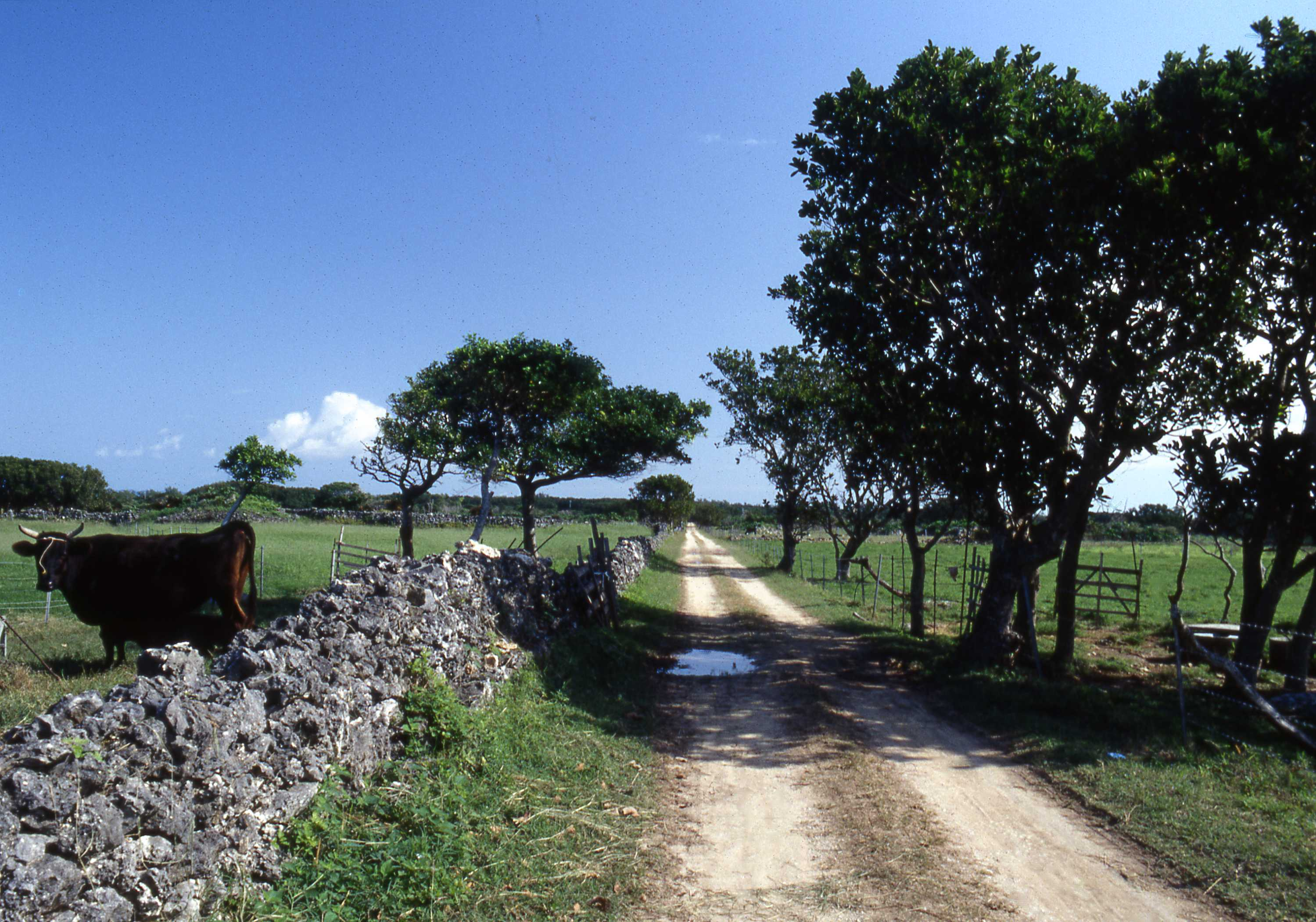
Сільський краєвид
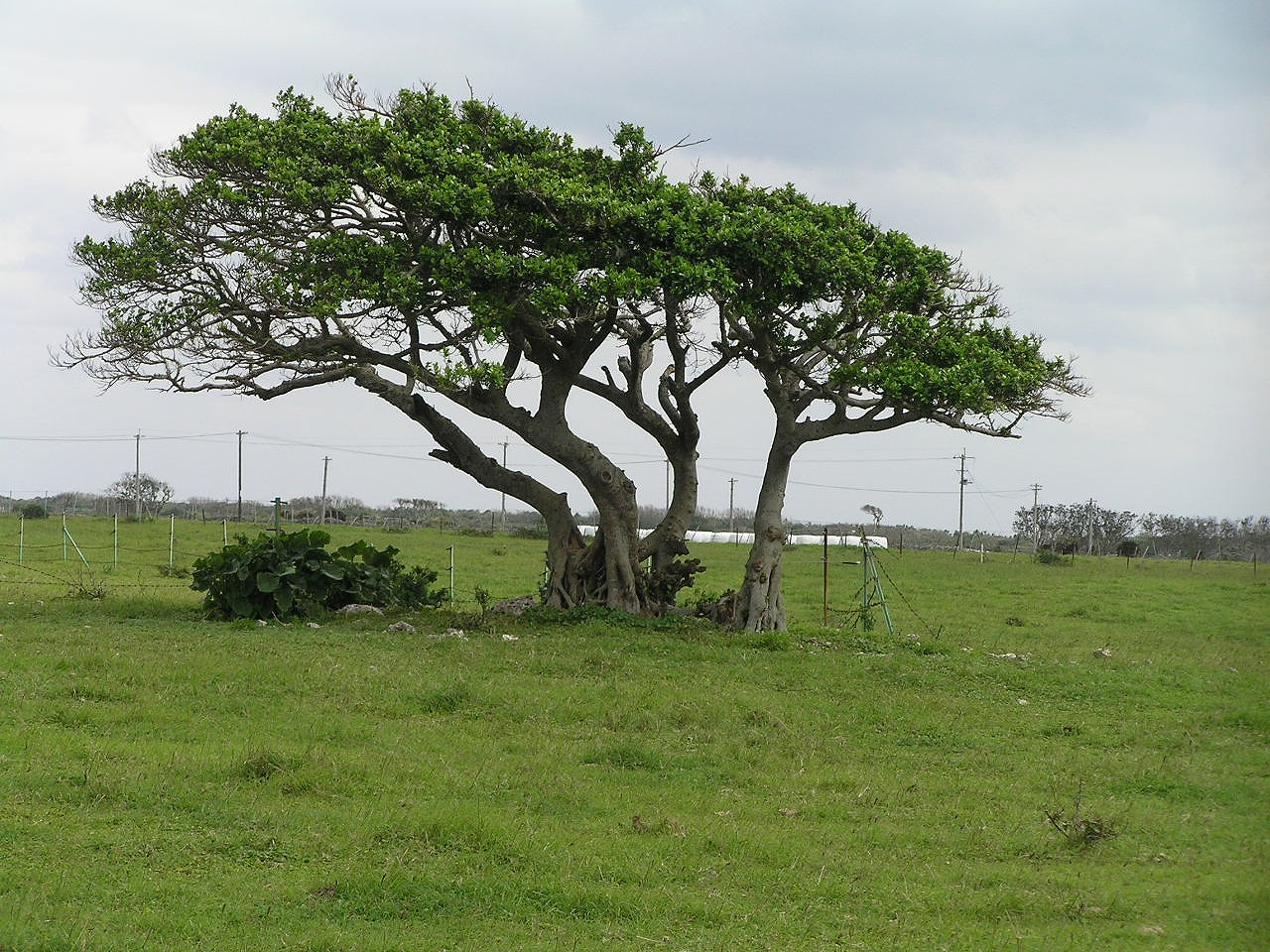
Дерево